# Akademická čtvrthodinka
Akademická čtvrthodinka je časový úsek, který je určován časovým rozdílem mezi momentem, kdy je Slunce nejvýše, a momentem, ve kterém nám hodiny ukazují pravé poledne. Tento rozdíl je dán tím, že Země obíhá kolem Slunce po elipse, a může nabývat maximální hodnoty 16 minut, a to ve dnech 11. února a 3.–4. listopadu.
Díky tomuto časovému rozdílu se ze zdvořilosti k lidem, kteří čas určovali podle Slunce, akceptovaly malé nepřesnosti v dochvilnosti. Z důvodu, že se akademičtí profesoři často orientovali v čase pomocí Slunce, vžil se tento pojem i na akademické půdě a je zde dodnes používán jako čas, do kterého studenti čekají příchodu pedagoga.
Ottův slovník naučný odůvodňuje tento časový úsek jako úzus, vyvolaný například nutností přesunu mezi přednáškovými místy.